# Saison 2018-2019 du FC Augsbourg
Maillots
Chronologie
Saison précédente Saison suivante
La saison 2018-2019 est la 8e saison du FC Augsbourg consécutive en Bundesliga.

## Transferts

### Transferts estivaux
| Nom      | Nationalité | Poste | Transfert | Provenance/Destination | Division |
| -------- | ----------- | ----- | --------- | ---------------------- | -------- |
| Arrivées |             |       |           |                        |          |
| Départs  |             |       |           |                        |          |

### Transferts hivernaux
| Nom          | Nationalité | Poste   | Transfert | Provenance/Destination | Division   |
| ------------ | ----------- | ------- | --------- | ---------------------- | ---------- |
| Arrivées     |             |         |           |                        |            |
| Gregor Kobel | Suisse      | Gardien | Prêt      | TSG Hoffenheim         | Bundesliga |
| Départs      |             |         |           |                        |            |

## Compétitions
| Quinzième 32 points | Premier tour |
| 8V 8N 18D           | 2V 0N 0D     |
| TOTAL: 10V 8N 18D   |              |

### Championnat

#### Classement
| Rang | Équipe        | Pts | J  | G | N  | P  | Bp | Bc | Diff | Qualification ou relégation                 |
| ---- | ------------- | --- | -- | - | -- | -- | -- | -- | ---- | ------------------------------------------- |
| 13   | SC Fribourg   | 36  | 34 | 8 | 12 | 14 | 46 | 61 | −15  |                                             |
| 14   | Schalke 04    | 33  | 34 | 8 | 9  | 17 | 37 | 55 | −18  |                                             |
| 15   | FC Augsburg   | 32  | 34 | 8 | 8  | 18 | 51 | 71 | −20  |                                             |
| 16   | VfB Stuttgart | 28  | 34 | 7 | 7  | 20 | 32 | 70 | −38  | Qualification pour le barrage de relégation |
| 17   | Hanovre 96    | 21  | 34 | 5 | 6  | 23 | 31 | 71 | −40  | Relégation en 2. Bundesliga                 |

#### Évolution du classement et des résultats
| Résultat | V  | N  | D  | D   | N   | V  | D   | N  | V  | N  | D   | D   | D   | D   | N   | N   | D   | D   | D   | V   | D   | D   | D   | V   | N   | V   | D   | D   | V   | V   | D   | N   | D   | D   | — | — | — |
| Rang     | 5e | 6e | 8e | 11e | 12e | 8e | 10e | 9e | 9e | 9e | 10e | 13e | 14e | 14e | 14e | 13e | 15e | 15e | 15e | 15e | 15e | 15e | 15e | 15e | 15e | 14e | 15e | 15e | 14e | 14e | 14e | 14e | 14e | 15e | 0 |   |   |

## Joueurs et encadrement technique

### Effectif professionnel
Le tableau suivant liste l'effectif professionnel du FC Augsbourg pour la saison 2018-2019.

## Statistiques

### Statistiques collectives
| Compétition       | Débute au tour | Termine   | Matches joués | Gagnés | Nuls | Perdus | Buts pour | Buts contre | Différence |
| ----------------- | -------------- | --------- | ------------- | ------ | ---- | ------ | --------- | ----------- | ---------- |
| Bundesliga        | -              | Quinzième | 34            | 8      | 8    | 18     | 51        | 71          | -20        |
| Coupe d'Allemagne | Premier tour   | -         | 2             | 2      | 0    | 0      | 5         | 3           | +2         |
| Total             | -              | -         | 36            | 10     | 8    | 18     | 56        | 74          | -18        |

### Statistiques individuelles
(Mis à jour le 23 décembre 2018)
| Numéro | Nat. | Nom         | Championnat | Championnat | Championnat    | Championnat | Championnat  | Coupe d'Allemagne | Coupe d'Allemagne | Coupe d'Allemagne | Coupe d'Allemagne | Coupe d'Allemagne | Total | Total       | Total          | Total  | Total        |
| Numéro | Nat. | Nom         | M.j.        | But inscrit | Passe décisive | Averti      | Carton rouge | M.j.              | But inscrit       | Passe décisive    | Averti            | Carton rouge      | M.j.  | But inscrit | Passe décisive | Averti | Carton rouge |
| ------ | ---- | ----------- | ----------- | ----------- | -------------- | ----------- | ------------ | ----------------- | ----------------- | ----------------- | ----------------- | ----------------- | ----- | ----------- | -------------- | ------ | ------------ |
| 1      |      | Luthe       | 13          | 0           | 0              | 0           | 0            | 2                 | 0                 | 0                 | 0                 | 0                 | 15    | 0           | 0              | 0      | 0            |
| 3      |      | Stafylídis  | 1           | 0           | 0              | 0           | 0            | 0                 | 0                 | 0                 | 0                 | 0                 | 1     | 0           | 0              | 0      | 0            |
| 4      |      | Götze       | 5           | 1           | 0              | 0           | 0            | 2                 | 0                 | 0                 | 1                 | 0                 | 7     | 1           | 0              | 1      | 0            |
| 6      |      | Gouweleeuw  | 16          | 0           | 2              | 4           | 0            | 2                 | 0                 | 1                 | 0                 | 0                 | 18    | 0           | 3              | 4      | 0            |
| 8      |      | Khedira     | 17          | 2           | 1              | 4           | 0            | 2                 | 0                 | 0                 | 0                 | 0                 | 19    | 2           | 1              | 4      | 0            |
| 10     |      | Baier       | 17          | 0           | 0              | 4           | 0            | 1                 | 0                 | 0                 | 0                 | 0                 | 18    | 0           | 0              | 4      | 0            |
| 11     |      | Gregoritsch | 16          | 3           | 0              | 1           | 0            | 2                 | 1                 | 0                 | 0                 | 0                 | 18    | 4           | 0              | 1      | 0            |
| 13     |      | Giefer      | 4           | 0           | 0              | 0           | 0            | 0                 | 0                 | 0                 | 0                 | 0                 | 4     | 0           | 0              | 0      | 0            |
| 14     |      | Morávek     | 4           | 0           | 0              | 0           | 0            | 1                 | 0                 | 0                 | 0                 | 0                 | 5     | 0           | 0              | 0      | 0            |
| 17     |      | Schmid      | 12          | 1           | 4              | 0           | 0            | 1                 | 0                 | 0                 | 0                 | 0                 | 13    | 1           | 4              | 0      | 0            |
| 19     |      | Koo         | 14          | 2           | 0              | 2           | 0            | 1                 | 0                 | 0                 | 0                 | 0                 | 15    | 2           | 0              | 2      | 0            |
| 20     |      | Schieber    | 4           | 0           | 0              | 1           | 0            | 0                 | 0                 | 0                 | 0                 | 0                 | 4     | 0           | 0              | 1      | 0            |
| 21     |      | Córdova     | 10          | 2           | 0              | 1           | 0            | 0                 | 0                 | 0                 | 0                 | 0                 | 10    | 2           | 0              | 1      | 0            |
| 22     |      | Ji          | 5           | 1           | 0              | 0           | 0            | 1                 | 0                 | 0                 | 0                 | 0                 | 6     | 1           | 0              | 0      | 0            |
| 23     |      | Richter     | 13          | 0           | 3              | 3           | 0            | 2                 | 1                 | 0                 | 0                 | 0                 | 15    | 1           | 3              | 3      | 0            |
| 24     |      | Jensen      | 2           | 0           | 0              | 0           | 0            | 1                 | 0                 | 0                 | 0                 | 0                 | 3     | 0           | 0              | 0      | 0            |
| 27     |      | Finnbogason | 10          | 7           | 2              | 1           | 0            | 1                 | 0                 | 1                 | 0                 | 0                 | 11    | 7           | 3              | 1      | 0            |
| 28     |      | Hahn        | 14          | 1           | 3              | 3           | 0            | 2                 | 1                 | 0                 | 0                 | 0                 | 16    | 2           | 3              | 3      | 0            |
| 30     |      | Caiuby      | 14          | 1           | 1              | 3           | 0            | 2                 | 1                 | 0                 | 0                 | 0                 | 16    | 2           | 1              | 3      | 0            |
| 31     |      | Max         | 16          | 2           | 3              | 1           | 0            | 2                 | 0                 | 2                 | 1                 | 0                 | 18    | 2           | 5              | 2      | 0            |
| 32     |      | Framberger  | 6           | 0           | 0              | 1           | 0            | 1                 | 0                 | 0                 | 0                 | 0                 | 7     | 0           | 0              | 1      | 0            |
| 36     |      | Hinteregger | 15          | 2           | 0              | 0           | 0            | 2                 | 0                 | 0                 | 0                 | 0                 | 17    | 2           | 0              | 0      | 0            |
| 38     |      | Danso       | 5           | 0           | 0              | 1           | 0            | 1                 | 0                 | 0                 | 0                 | 0                 | 6     | 0           | 0              | 1      | 0            |